# Distrito de Knittelfeld
Knittelfeld fue un distrito del estado de Estiria (Austria).

## División administrativa
El distrito de Knittelfeld se divide en 14 municipios.

### Municipios
En negrita se indican las ciudades, en cursiva las ciudades-mercado, mientras que los barrios, aldeas y otras subdivisiones de los municipios se indican con letras pequeñas.
- Apfelberg
  - Landschach
- Feistritz bei Knittelfeld
  - Altendorf, Moos
- Flatschach
- Gaal
  - Bischoffeld, Gaalgraben, Graden, Ingering II, Puchschachen, Schattenberg
- Großlobming
- Kleinlobming
  - Mitterlobming
- Knittelfeld
- Kobenz
  - Hautzenbichl, Neuhautzenbichl, Oberfarrach, Raßnitz, Reifersdorf, Unterfarrach
- Rachau
  - Glein, Mitterbach
- Sankt Lorenzen bei Knittelfeld
  - Fötschach, Gottsbach, Leistach, Pichl, Preg, Preggraben, Ritzendorf, Sankt Benedikten, Schütt, Untermur
- Sankt Marein bei Knittelfeld
  - Feistritzgraben, Fentsch, Fressenberg, Greith, Hof, Laas, Mitterfeld, Prankh, Sankt Martha, Wasserleith, Kniepaß
- Sankt Margarethen bei Knittelfeld
  - Gobernitz, Kroisbach, Obermur, Ugendorf
- Seckau
  - Dürnberg, Seckau, Neuhofen, Sonnwenddorf
- Spielberg
  - Einhörn, Ingering I, Laing, Lind, Maßweg, Pausendorf, Sachendorf, Schönberg, Spielberg, Weyern